# Julio Hernáez Hernáez
Julio Hernáez Hernáez (Nájera, La Rioja, 3 de septiembre de 1954) es un karateca español.

## Biografía y formación
Nace en Nájera (La Rioja) el 3 de septiembre de 1954. A finales de 1959 se traslada con sus padres a Logroño, donde reside desde entonces. En 1968 se inicia en la disciplina del Judo, en Judo Club Logroño, bajo la dirección de Pedro Fernández, practicando durante dos años este arte marcial. 
En febrero de 1970, con quince años, se inicia en la práctica del Karate Kyokushinkai en el Polideportivo San Mateo de la capital riojana, bajo las tutela de Luis Del Busto (a quien apodaban El Capitán Veneno). Varios años después, tras el trágico fallecimiento de dicho maestro, Julio empieza a entrenar bajo la dirección de Santiago Velilla y Antonio Piñero (ambos de Zaragoza).  
En 1973 consigue en Zaragoza, el cinturón Marrón bajo la supervisión de Antonio Piñero, e inicia su andadura como profesor (Sempai). 
En el verano de 1975 consigue en Madrid el grado de Cinturón Negro 1er Dan, tras pasar las pruebas técnicas del Tribunal Nacional de Grados y ganar los correspondientes combates.
En 1976 consigue el título de Monitor de karate. Y con la ayuda de sus padres, esfuerzo e ilusión consigue crear e inaugurar el Club Karate Kan de Logroño.
En 1977 consigue el título de Entrenador Regional. 
En 1978 consigue el título de entrenador y árbitro de Full Contact, y queda campeón de España en el primer campeonato oficial de Full Contact.   
En 1979 queda campeón del primer torneo Internacional de Full Contact, celebrado en Madrid, ganando en la final a Mariano Morante, renombrado competidor de Full Contact en la época.  
En 1979 funda la Federación Riojana de Karate, desvinculándose por aquel entonces de la Federación de Judo y disciplinas asociadas.
Siendo sobresaliente en la competición de Kyokushinkai, Julio es seleccionado por Antonio Piñero (Presidente de la Asociación española de Kyokushinkai), para participar el 2º Campeonato mundial de esta disciplina, que tendría lugar en el Budokan de Tokio en 1979.
En 1980 consigue el título de entrenador de Tai-Jitsu, así como el grado de 2º Dan de esta disciplina. 
En 1980 se hace con el título de Entrenador Nacional de Karate, así como con el de Instructor Nacional de Defensa Personal.
En 1985 inicia su andadura dentro del estilo shitō-ryū, de la mano de Yasunari Ishimi (Madrid), máximo representante de dicha escuela a nivel Europeo.
En 1986 consigue el título de Juez de Tribunal Nacional de Grados, de karate. Empieza a compatibilizar el ser competidor con el arbitraje, empezando por lo más bajo, como Juez Cronometrador. 
En 1990 consigue el título de Árbitro Nacional de Kumite, y en 1991 el de Kata.  
En 1995 obtiene el título de Instructor Nacional de Defensa Policial, por lo que posee la Acreditación de la Dirección General de la Policía, para impartir adiestramiento en defensa personal para fuerzas de seguridad. 
En 1999 Josep Bosch, presidente de la Federación Catalana de Karate, le concede a Julio el grado de 6º Dan en reconocimiento a su trayectoria deportiva y como maestro.
En 2002 consigue el título de árbitro internacional de Kumite y Kata WUKO en San Polten (Austria).
En 2005 consigue el título de Árbitro Mundial de Kumite y Kata WUKO en Fortaleza (Brasil); además de ser nombrado Miembro de la Comisión Mundial de Arbitraje WUKO. A partir de ese momento imparte los cursos de arbitraje, que preceden a los campeonatos de España, internacionales o mundiales.
En 2010 participó como árbitro en la Copa del mundo de karate Wuko celebrado en Niza.
El 18 de junio de 2011 la Comisión Ejecutiva de WUKO, previo informe de la Comisión Técnica, le otorga la categoría de 8º Dan.
En junio de 2019 tras una reunión de la presidencia y directiva mundial de WUKO, Sean Henke (Presidente de Wuko) toma la decisión de concederle a Julio el grado de 9ºDan de Karate por su inmensa trayectoria como maestro, y como árbitro mundial, impartiendo la mayoría de los seminarios internacionales.
Por el club Karate-Kan han pasado hombres y maestros de la talla de Antonio Piñero, Yasunari Ishimi, los hermanos Roland y George Hernáez (Pioneros del Tai-Jitsu en Europa), o el campeón del mundo José Manuel Egea, en tiempos más cercanos.
En este club se han forjado los actuales hombres fuertes del karate en La Rioja. Nombres como José Ramón Villamor, Rafael Ibáñez, Pablo Palacios, Juan Carlos Escalera, Luis José Traspaderne, etc., han comenzado su trayectoria en el karate bajo la dirección de Julio.

## Éxitos deportivos
- Campeón de la Fase de Sector Norte (Logroño, 1975), clasificándose para la Final del Campeonato de España, que se celebró en La Coruña.
- Participación en los Campeonatos de España (1976-1979), compite simultáneamente en karate tradicional y en karate Kyokushinkai.
- Campeón de España en el primer campeonato oficial de Full Contact (1978).[15]
- Participación en el primer campeonato europeo de Kyokushinkai (Londres, 1978).
- Campeón del primer torneo Internacional de Full Contact (Madrid, 1979).
- Participación, junto con otros tres españoles, en el segundo campeonato del mundo de Kyokushinkai (Tokio, 1979), presidido por el mismísimo Masutatsu Oyama (fundador de la escuela); gana cuatro combates, llegando a cuartos de final, y no puede continuar la competición por una lesión.[16]
- Medalla de plata en el campeonato de Europa disputado en el estadio de Wembley (Londres, 1982).[17]
- Participación en el campeonato de Europa de Hungría (Budapest, 1984).
- Medalla de plata, consiguiendo ser subcampeón de mundo en la categoría de Kata Masters en Campeonato del Mundo WUKO (Fortaleza -Brasil-, 2005).[18]

## Sus maestros
Julio Hernáez Hernáez ha entrenado y ha aprendido con maestros japoneses y europeos de la mayor relevancia del kárate mundial, tales como: 

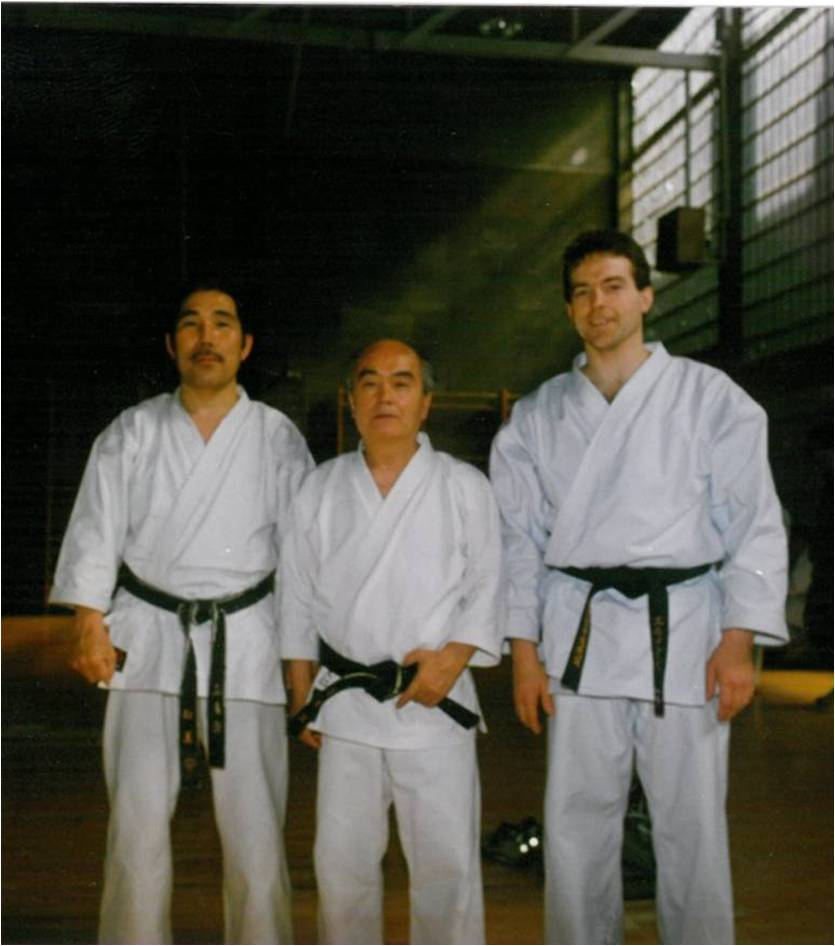

- S. Egami (Origen: Japón, escuela: Shotokai)
- M. Nakayama, (Japón, Shotokan)
- M. Higaonna, (Japón, GoyuRyu)
- M. Kimura, (Japón, ShitoRyu)
- T. Kase, (Japón, Shotokan)
- K. Mabuni, (Japón, ShitoRyu)
- T. Hayashi, (Japón, ShitoRyu)
- Y. Osaka, (Japón, Shotokan)
- Y. Ishimi, (Japón, ShitoRyu)
- Y. Tzujikawa, (Japón, ShitoRyu)
- M. Oyama, (Korea/ Japón, Kyokushinkai)
- A. Hiruma, (Japón, ShotoKai)
- Y. Nambu, (Japón, ShitoRyu/Nambudo)
- O. Aoki, (Japón, Shotokan)
- L. Hollander, (Holanda, Kyokushinkai)
- D. Valera, (Francia, Shotokan/Full Contact)
- S. Arneil, (Sudáfrica/Reino Unido, Kyokushinkai)
- A. Piñero, (España, Kyokushinkai)
- A. Oliva, (España, Taekwondo/Shotokan).